# Paolo Rudelli
Mons. Paolo Rudelli (* 16. července 1970, Gazzaniga) je italský římskokatolický duchovní, arcibiskup a diplomat Svatého stolce.

## Život

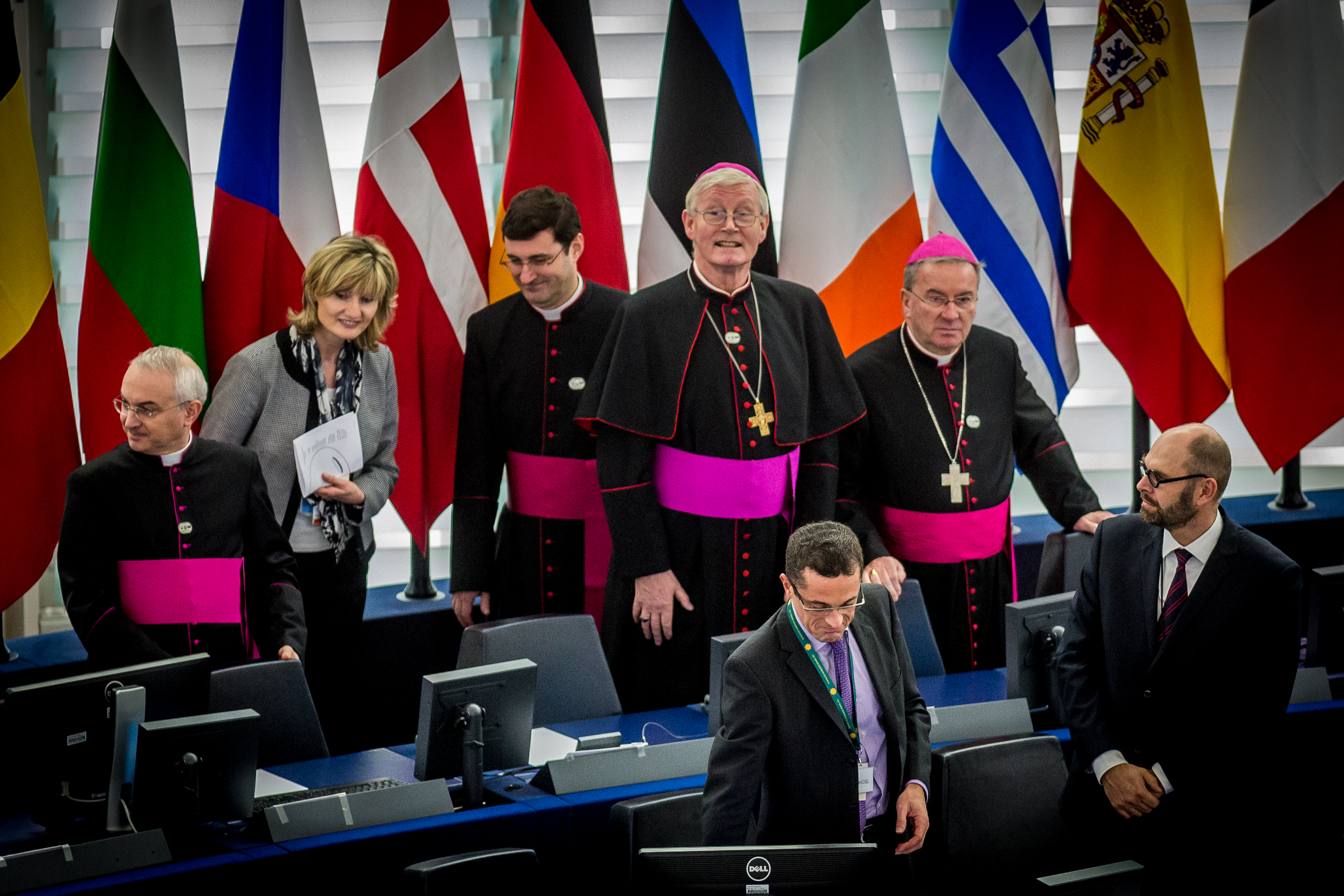
Rudelli s dalšími biskupy během návštěvy papeže Františka v Evropském parlamentu ve Štrasburku

Narodil se 16. července 1970 v Gazzaniga. Na kněze byl vysvěcen 10. června 1995 a byl inkardinován do diecéze Bergamo. Absolvoval studium na Papežské Gregoriánské univerzitě, kde získal doktorát z morální teologie licenciát kanonického práva. Roku 1998 se na Papežské církevní akademii začal připravovat na diplomatické služby. Roku 2001 začal pracovat na nunciatuře v Ekvádoru a poté v Polsku.
Roku 2005 mu papež Benedikt XVI. udělil titul Kaplana Jeho Svatosti.
Dne 20. září 2014 jej papež František jmenoval trvalým pozorovatelem Rady Evropy.
Dne 3. září 2019 jej papež František ustanovil titulárním arcibiskupem z Mesembrie. Od 25. ledna 2020 působil jako apoštolský nuncius v Zimbabwe a 19. července 2023 byl ustanoven nunciem v Kolumbii.